# Matthew Dickens
Matthew Dickens (19 de octubre de 1961 - 8 de enero de 2013) fue escritor, productor y director.

## Primeros años
Matthew Dickens nació en una ambulancia en una carretera de las afueras de Nancy, Francia. La formación inicial de Matthew como actor comenzó en la Duke Ellington School of the Arts en DC, bajo la tutela del difunto fundador, director/coreógrafo/educador Mike Malone, a quien más tarde se unió como miembro de la compañía Equity Theatre Company en Karamu House en Cleveland, Ohio. Otros profesores notables fueron Kenneth Daugherty (actuación), Glenda Dickerson (actuación), Donal Leace (historia del teatro), Tony Booker (voz) y Quay Barnes Truitt (vestuario y maquillaje).
La formación inicial de Matthew como bailarín incluyó clases en la Escuela del Ballet de Cleveland. En Nueva York, tuvo una breve estancia en The Ailey School y estudió con David Howard, Finis Jhung y Frank Hatchett. Mientras actuaba en Nueva York, conoció a Debbie Allen. Los dos trabajaron juntos en numerosos proyectos, incluidos A Different World, Fame, Polly, Carrie y los Premios Óscar.

## Películas

### Actor
| Año  | Título                        | Papel                        | Notas                  |
| ---- | ----------------------------- | ---------------------------- | ---------------------- |
| 1990 | Polly                         | Bailarín                     | Película de televisión |
| 1990 | Polly: Comin’ Home!           | Espectador #1                | Película de televisión |
| 2005 | Confessions of an Action Star | Agente #2                    | [ 2 ]                  |
| 2005 | Their Eyes Were Watching God  | Bailarín principal           | [ 2 ]                  |
| 2005 | Rent                          | Bohemio                      | [ 2 ]                  |
| 2006 | Dreamgirls                    | Miembro de la banda de Jimmy | [ 2 ]                  |

| Año  | Título                 | Posición                          | Notas |
| ---- | ---------------------- | --------------------------------- | ----- |
| 2004 | El aviador             | Coreógrafo                        | [ 3 ] |
| 2005 | Sailing for Madagascar | Coreógrafo                        | [ 3 ] |
| 2011 | Leave It On The Floor  | Supervisor de producción de baile | [ 3 ] |
| 2011 | The War Zone 3D        | Escritor, productor, director     |       |

## Televisión
Sus apariciones en televisión incluyen Fame, papeles como estrella invitada en A Different World, Quantum Leap y varios comerciales. En 1991, Matthew actuó en el especial de ABC American Dance Honors, que recibió una nominación al premio Emmy estadounidense por la coreografía. Matthew apareció en The Debbie Allen Special en 1989, que fue nominado a dos premios Primetime Emmy y coprotagonizó el número de apertura de la 63.ª edición de los Premios Óscar con Jasmine Guy y Steve LaChance.

### Actor
| Año  | Título                            | Papel      | Notas               |
| ---- | --------------------------------- | ---------- | ------------------- |
| 1990 | In Living Color                   | Él mismo   | [ 2 ]               |
| 1991 | 63.ª edición de los Premios Óscar | Intérprete | [ 2 ]               |
| 1992 | Fame                              |            | Serie de televisión |
| 1992 | A Different World                 | Invitado   | [ 2 ]               |
| 1993 | The Arsenio Hall Show             | Él mismo   | [ 2 ]               |
| 2000 | El ala oeste de la Casa Blanca    | Hombre #3  | Serie de televisión |
| 2003 | The Wayne Brady Show              | Él mismo   | [ 2 ]               |

### Otros
| Año  | Título                       | Posición             | Notas |
| ---- | ---------------------------- | -------------------- | ----- |
| 2000 | Euro 2000                    | Coreógrafo           |       |
| 2002 | Het Nationale Huwelijksfeest | Coreógrafo           |       |
| 2004 | NFL Kickoff                  | Coreógrafo asistente |       |
| 2004 | NFL Thanksgiving Day         | Coreógrafo asistente |       |
| 2005 | ESPY Awards                  | Coreógrafo asistente |       |
| 2008 | The Mole                     |                      | [ 2 ] |
| 2009 | I Am... Yours                | Escritor             | ABC   |

## Teatro
Matthew estuvo en el elenco original de Broadway de Sunset Boulevard, protagonizado por Glenn Close (y más tarde con Betty Buckley y Elaine Paige), habiendo aparecido inicialmente en la producción original de Los Ángeles. Matthew regresó a la compañía de Broadway de Miss Saigón directamente desde la producción holandesa, donde interpretó el papel de John íntegramente en holandés. Otros créditos de Broadway incluyen interpretar a Chris y John (en diferentes momentos) en Miss Saigón, C.C. White en Dreamgirls y Carrie de Stephen King. También coprotagonizó el elenco australiano original de Smokey Joe's Cafe.

### Broadway
| Año       | Título           | Papel                            | Notas             |
| --------- | ---------------- | -------------------------------- | ----------------- |
| 1987      | Dreamgirls       | C.C. White suplente              | Teatro Ambassador |
| 1988      | Carrie           | Matthew, Tommy                   | Virginia Theatre  |
| 1991-2001 | Miss Saigón      | Chris, John                      | Broadway Theatre  |
| 1994-1997 | Sunset Boulevard | Artie Green, Joe Gillis suplente | Teatro Minskoff   |

### Otros
| Año         | Título                                    | Papel/Posición                   | Notas                            |
| ----------- | ----------------------------------------- | -------------------------------- | -------------------------------- |
| 1991 & 1992 | Phylicia Rashad & Co                      | Artista destacado                |                                  |
| 1996        | Smokey Joe's Café (Australia)             |                                  |                                  |
| 1997        | Miss Saigón (Paises Bajos)                | John                             | Fortis Circustheater             |
| 1999        | The Royal Netherlands Air Force Orchestra | Director, Coreógrafo, Intérprete |                                  |
| 2002        | Pearl                                     | Ringmaster /Dr. Drewdy           | Geffen Playhouse, Centro Kennedy |
| 2003        | A Merry Mancini Christmas                 | Director asociado                | Walt Disney Concert Hall         |
| 2005        | Stephen Sondheim's 75th                   | Reparto                          | Hollywood Bowl                   |

## Muerte
Matthew murió de cáncer de próstata el 8 de enero de 2013.